# 나를 잡아줘
《나를 잡아줘》(일본어: 私をくいとめて, 영어: Hold Me Back)은 2020년에 개봉한 일본의 로맨스, 코미디, 드라마 영화이다.
 오오쿠 아키코가 감독과 각본을 맡았다.
 일본은 2020년 12월 18일에 대한민국은 2021년 11월 11일에 개봉되었다.

## 줄거리
오늘도 혼자인 만렙솔로 미츠코는 자신의 상상속에서 퍼스널 썸도우미 A를 호출하고

A의 가이드로 직장에서 본 연하남 타다와 썸을 타고 연애를 시작하게 되는데...

## 출연진

### 주연
- 노넨 레나 - 미츠코 역
- 하야시 켄토 - 타다 역

### 조연
- 우스다 아사미 - 노조미 역
- 와카바야시 타쿠야 - 카터 역
- 카타기리 하이리 - 사와다 역
- 하시모토 아이 - 사츠키 역
- 나카무라 토모야 - A 목소리 역
- 마에노 토모야
- 야마다 마호